# Прапор Борисполя
Пра́пор Бори́споля затверджений відповідним рішенням Бориспільської міської ради від 24.02. 2005 № 1419- XXIV-IV.

## Опис
Прапор являє собою прямокутне полотнище (співвідношення довжини і ширини 2:3) світло-блакитного кольору із зображенням у його центральній частині Герба територіальної громади.